# Hyperolius tornieri
Hyperolius tornieri är en groddjursart som beskrevs av Ahl 1931. Hyperolius tornieri ingår i släktet Hyperolius och familjen gräsgrodor. IUCN kategoriserar arten globalt som otillräckligt studerad. Inga underarter finns listade i Catalogue of Life.